# Nososticta finisterrae
Nososticta finisterrae är en trollsländeart som först beskrevs av W. Foerster 1897.  Nososticta finisterrae ingår i släktet Nososticta och familjen Protoneuridae. Inga underarter finns listade i Catalogue of Life.